# 馮克寬
馮克寬（越南语：／；1528年—1613年），是越南黎中興朝時期政治家、文學家、外交官。字弘夫，号毅斋，山西處石室縣冯舍社（今屬河內市石室县）人，莫明德二年（1528年）出生。

## 生平
馮克寬父親曾經在東闡縣當官，馮克寬長大後曾拜阮秉謙為師，雖頗有所成，但拒絕參加莫朝的科舉考試。後黎朝中興之時，追隨黎伯驪扶黎倒莫。
順平五年（1553年），二十五歲的馮克寬先在壬子科鄉試中三場。天祐元年（1557年），三十歲的馮克寬再於安定縣的丁巳科鄉試中四場。光興三年（1580年），五十三歲馮克寬在文來（今清化省壽春縣）通過庚辰科會試，中黃甲，被賜第二甲進士出身。光興八年（1585年），任工部右侍郎。
光興十五年（1592年），黎中興朝攻破莫朝首都昇龍，明年黎世宗被鄭松迎接回京，馮克寬受封竭節宣力功臣、特進金紫榮祿大夫。光興十八年（1595年），受任工部左侍郎。其時鄭主為了獲得明朝的支持，於是便令年過七十歲的馮克寬以正使的身份出使明朝，期間與朝鲜使臣李睟光（朝鲜语：이수광）互相唱和。朝拜明朝皇帝時，諸國使臣大多只獻詩一首，而惟獨馮克寬獻詩三十一首，《大越史记全书》記載萬曆皇帝對其表現大加讚賞，并御筆親批「賢才何地無之，朕覽詩集，具見馮克寬忠悃，殊可深嘉篤美」，下令刊板頒行天下。回國後，光興二十二年（1599年），陞任工部尚書，期間曾經和明朝廣西副使杨寅秋有書信往來，以討論黎世宗赴關驗印之事。
弘定二年（1601年）遷吏部左侍郎，封梅嶺侯。明年（1602年），陞戶部尚書，加封梅郡公，期間曾撰寫日仙、月仙橋碑文。弘定十四年（1613年）十二月逝世，享年八十六歲，追贈太傅。永祚二年（1620年），加封為褔神。

## 個人形象
當時一同朝賀的朝鮮使臣李睟光於《安南国使臣唱和问答录》中，描寫馮克寬為「今使臣冯公，皤然其髮，臞然其形，年七十而颜尚韶，译重三而足不蠒，观礼明庭，利宾王国」。但其私人著作中，雖然也記錄了「其人虽甚老，精力尚健，常读书写册不休」，但同時也指馮克寬「形貌甚怪」、「涅齿被髮」，而且在朝會穿著烏紗官服時皱眉難受，剛完禮便忍不住離去脱去官服。